# Гербовий збір (Велика Британія)
Гербовий збір — податок, що стягується  в деяких країнах при придбанні нерухомості і землі, а також при купівлі акцій, бондів та інших інвестиційних інструментів.
Є своєрідним митом і стягується шляхом обов'язкового в певних випадках вживання виготовленого державою гербового паперу, або ж накладання на звичайний папір спеціальної марки, яку купує у держави. Нав'язування гербового паперу в американських колоніях було настільки непопулярним, що це стало однією з причин Американської революції. 
Відповідно до Закону України «Про гербовий збір» (1998) — загальнодержавний збір, який підлягає обов'язковій сплаті суб'єктами зовнішньоекономічної діяльності при ввезенні на митну територію України товарів, предметів і транспортних засобів. Його платниками є суб'єкти зовнішньоекономічної діяльності, які здійснюють декларування товарів та ін. предметів походженням з інших країн, що ввозяться на митну територію України під будь-якими видами митних режимів.